# Dextre

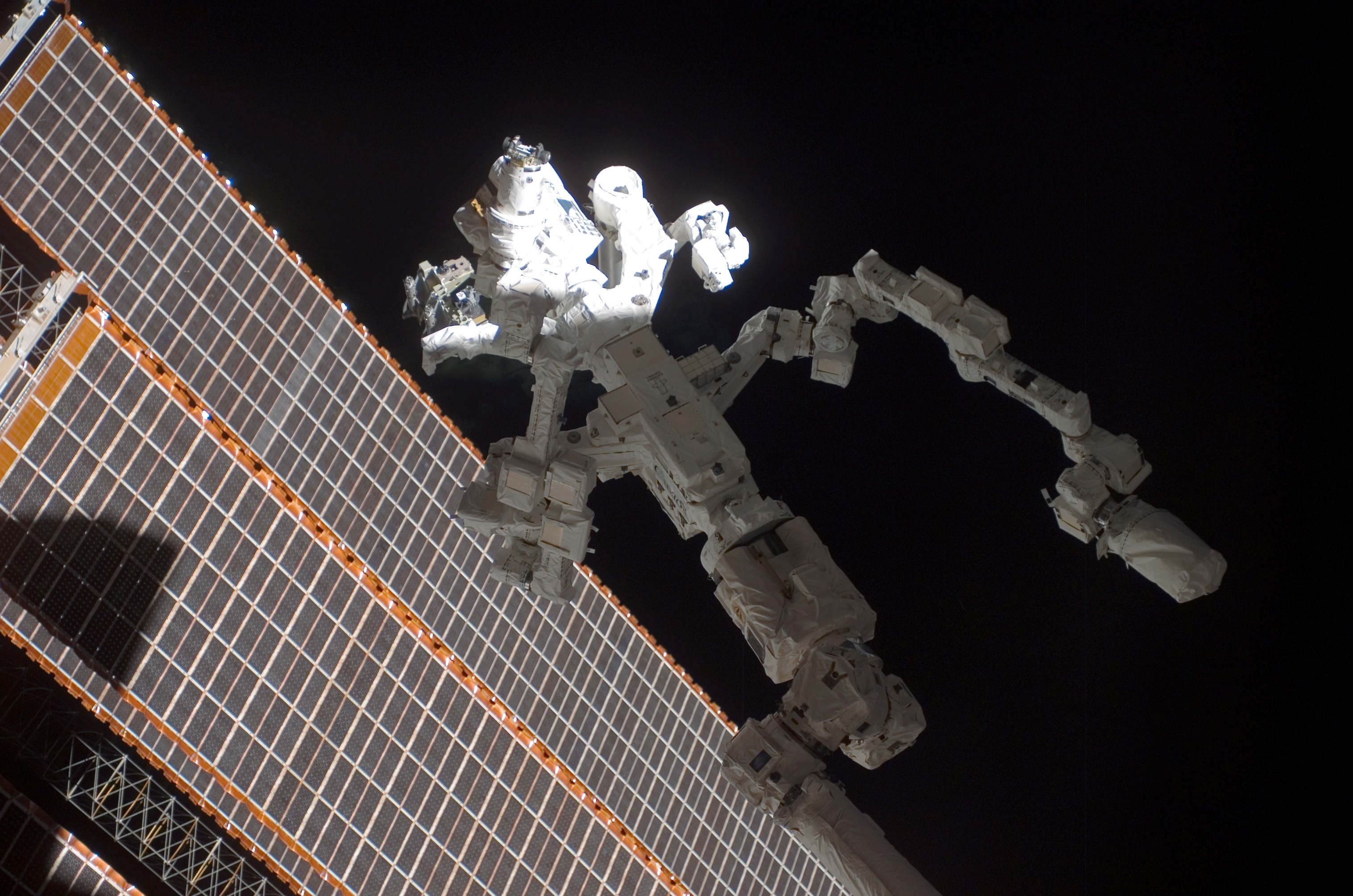
Dextre (NASA).

Dextre ou Special Purpose Dexterous Manipulator (SPDM) é um robô com dois braços ou telemanipulator, que é parte do Sistema de Serviço Móvel na Estação Espacial Internacional (ISS) e estende-se a função deste sistema para substituir algumas atividades que exigem caminhadas espaciais. Ele foi lançado em 11 de março de 2008 na missão STS-123.
Dextre é parte da contribuição do Canadá para a ISS e é nomeado para representar a sua natureza ágil. É às vezes também referido como a "mão do Canadá", por analogia com o Canadarm e Canadarm2. Dextre foi projetado e fabricado pela MacDonald Dettwiler.